# Bretzenheim
Bretzenheim là một xã thuộc huyện Bad Kreuznach trong bang Rheinland-Pfalz phía tây nước Đức. Xã Bretzenheim có diện tích 5,81 km².